# 連邦海外腐敗行為防止法
連邦海外腐敗行為防止法（れんぽうかいがいふはいこういぼうしほう、The Foreign Corrupt Practices Act of 1977, 15 U.S.C. 78m, et seq.）は、アメリカ合衆国の連邦法であり、二つの主要な規定を有することにより知られている。第一は、外国公務員に対する賄賂の支払を禁止する規定（賄賂禁止規定、antibribery provisions）であり、第二は、証券取引法（Securities Exchange Act of 1934）に基づく会計の透明性を要求する規定（経理規定、accounting provisions）である。
アメリカにおいてはFCPAと略称されることが多い。日本における定まった訳はなく、海外（外国）腐敗行為防止法の他、海外（外国）不正行為防止法、海外（外国・対外）不正支払防止法等の訳語が使われている。

## 賄賂禁止規定とその適用範囲

### 賄賂禁止規定
賄賂禁止規定は、次の行為を禁止している。
1. 上場企業、国内企業、又はいかなる者であっても、
2. 不正に、
3. 外国公務員（foreign official）、外国の政党（foreign political party）、もしくは、政治職の候補者（candidate for political office）に対して、
4. 当該外国公務員がその義務に反する行為をするよう影響を与える目的で、又は、取引を獲得しもしくは維持するために、
5. いかなる有価物であってもその支払をし、もしくはその申し出をするために、
6. 州際通商における手段（means or instrumentality of interatate commerce）を利用すること。「州際通商における手段」とは、たとえば、州をまたがっての（米国のある州と外国との間のものを含む）、電話・テレックス・電子メール等の通信手段や電車・飛行機等の交通手段等を指す。

また、上記のような違法な支払や申し出を実現するための行為を、（a）上場企業や国内企業が米国外で行ったり、（b）上場企業でも国内企業でもない者（米国に上場していない外国企業や外国個人）が米国内で行うことも禁じられる。
直接外国公務員に賄賂を支払うことは勿論、第三者（仲介者、エージェント等）を通じて間接的に支払うことも禁じられている。間接支払は、支払者が、賄賂が最終的に外国公務員に支払われることを知っていた場合にのみ適用されるが、賄賂支払を想定させるようなある一定の事情がある場合にそれに目をつむって第三者に金品を支払った場合には、賄賂禁止規定違反とされる。例えば、「第三者」が外国公務員の親戚である場合や、支払い先が第三国の銀行口座である場合等がこれに該当しうる。
賄賂額が取るに足らない場合でもこの法律は適用される。当局は、賄賂の金額よりも、その目的を重要視している。
賄賂禁止規定は、外国公務員への支払について、賄賂と、いわゆる「円滑化のための支払」（facilitation or grease payments）とを区別しており、後者は現地法上違法でなければ許されている。主な違いは、円滑化のための支払は、外国公務員が、いずれにしても遂行しなければならない義務のある職務を、円滑に行わせるために支払われるものだという点にある。しかしながら、賄賂と円滑化のための支払の境界線は必ずしも明確ではなく、支払を行うにあたっては、個々の事情を勘案して弁護士などの専門家のアドバイスを得た上で行うべきだとされている。

### 賄賂禁止規定の対象となる者
1. 上場企業（issuers）とは、1934年証券取引法に基づいてその持分が登録されているか、又は同法に基づく報告書の提出が義務付けられている企業で、米国企業と外国企業の双方を含む。
2. 国内企業（domestic concerns）とは、アメリカ合衆国の市民、国民もしくは居住者である個人と、アメリカ合衆国の法律のもとに設立されたか、又はアメリカ合衆国に主要な事業所を置いている、会社その他の企業を指す。
3. いかなる者（any person）には企業と個人の双方が含まれる。

## 経理規定とその適用範囲
経理規定は、上場企業にのみ適用される。経理規定は、賄賂禁止規定と車の両輪のように作用するように策定されたもので、対象となる企業に対して、その取引関係を正確公正に反映する会計書類を作製維持し、また、会計の内部統制のための適切なシステムを策定維持することを義務付けている。

## 罰則
本法の規定に違反した者には次のような罰が科される。
1. 会社の場合には、200万米ドル以下の罰金[4]。
2. 個人の場合には、5年以下の禁固もしくは25万米ドル以下の罰金、またはその併科[5]。
3. 上記に代えて、違法行為で被告が得た利益、または被害者の被った損害の2倍額相当の罰金を科されることがある[6]。

## 歴史
1970年代半ばの連邦証券取引委員会 (SEC) による調査の結果、400を超える米国企業が、外国の公務員や政治家、そして政党に対して、3億ドルを超える、違法な又は疑わしい支払をしていたことを認めた。このような不正行為のなかには、外国政府からなんらかの有利な取り扱いを受けるために外国高官に対して支払った賄賂から、政府の現場係官がその補助的職務や、事務的職務を果たすことを確保するために支払ったとされる、いわゆる「円滑化のための支払」まで、様々なものがあった。
この時期の大規模な贈収賄事件としては、ロッキードが自社の航空機の採用を求めて、日本国政府高官に金品を贈ったロッキード事件:10や、チキータ・ブランドが自社に有利な政策を採るようホンジュラス大統領に賄賂を贈ったバナナゲートなどがある。連邦議会は、1977年、外国公務員に対する賄賂に歯止めをかけ、アメリカの企業システムの正当性に対する公衆の信頼を回復すべく、連邦海外腐敗行為防止法を制定した。
本法は、1998年に、国際的賄賂禁止法（International Anti-Bribery Act of 1998）により改正された。改正の趣旨は、経済協力開発機構 (OECD) の1997年賄賂禁止条約の内容を国内法に反映させることにあった。連邦海外腐敗行為防止法の賄賂禁止規定は、従来から、米国の個人と企業、および米国に上場している一定の外国企業が、自己又は他人のために、取引を獲得もしくは維持することを目的として、外国公務員に支払をすることを禁じていた。1998年からは、さらに、外国の企業や個人が、アメリカ合衆国にいる間にそのような不正な支払を実現するための行為をした場合にも、適用されるようになった。

## 適用例
2008年12月15日、シーメンスとその子会社は、連邦証券取引委員会との間で、FCPA違反事件に関して和解の合意に達した。委員会の訴状によると、同社は、2001年から2007年の間に、南米、アジア、中近東、アフリカの諸国の公務員4000人以上に対して約14億ドルの賄賂を支払ってビジネスを獲得し、11億ドルの利益を上げた。
シーメンスは、委員会の主張を否認も認容もせず、利益の一部返還という形で、委員会に3億5000万ドルの課徴金を支払うことに合意した。同社はさらに、司法省による刑事訴追に対しても有罪を認め、4億5000万ドルの罰金を支払うことを約した。
さらに、ミュンヘンの検察庁に対して3億9500万ユーロの罰金を支払うことにも合意した。同社はこれとは別に、2007年にミュンヘン検察庁に対して2億100万ドルの罰金を支払っていた。シーメンスが本件に関して支払った課徴金・罰金の総額は、FCPA違反に関して支払われた金額としては史上最大のものである。

## 他国における類似の立法
上記のとおり、連邦海外腐敗行為禁止法は、国際商取引における外国公務員に対する贈賄の防止に関する条約に先立つこと20年前に制定され、外国での贈賄行為を禁ずる法律を有する国家は、アメリカ合衆国のみという状態が長期間続いていた。しかし1997年以降、経済協力開発機構の賄賂禁止条約締約国では、相次いで類似の立法がなされるようになった。

### 日本
1998年（平成5年）に、不正競争防止法が全面改訂された際に、連邦海外腐敗行為禁止法の賄賂禁止規定に類する規定が加えられた。